# Elisa Garrido Moreno
Elisa Garrido Moreno   (València, 1985) és una investigadora i docent valenciana especialitzada en les relacions entre art i ciència.
És doctora en Història i Teoria de l'Art per la Universitat Autònoma de Madrid i llicenciada en Història de l'Art (Universitat de València, 2009) i Comunicació Audiovisual (Universitat de Salamanca, 2012). Va realitzar la seva tesi doctoral en el Departament d'Història de la Ciència del Consell Superior de Recerques Científiques sobre la intersecció entre art, ciència i pintura de paisatge en l'obra del viatger i naturalista Alexander von Humboldt.
Ha treballat com a investigadora contractada en la Universitat Carles III de Madrid, investigadora del Programa Fulbright en el Museu Nacional d'Història Natural de la Smithsonian Institution (Washington DC) i com acadèmica visitant a la Universitat d'Oxford, on va dur a terme el projecte de recerca Female Science and Visual Culture: Witches, Supporters and Heroines (finançat per Axudas de apoio á etapa de formació posdoutoral de la Xunta).
És autora del llibre Arte y ciencia en la pintura de paisaje: Alexander von Humboldt (Doce Calles, 2018) i de diverses publicacions relacionades amb la cultura visual a través de la història de la ciència i les pràctiques visuals contemporànies.
És professora de la Universitat Autònoma de Madrid. Duu a terme una labor dedicada a la divulgació científica sobre la unió art-ciència i el paper de les dones en la història de la ciència. Ha participat en la 3a edició de #MujeresDivulgadoras: ciencia con voz de mujer i és col·laboradora habitual de la revista Principia.